# Długie (gromada w powiecie stargardzkim)
Długie – dawna gromada, czyli najmniejsza jednostka podziału terytorialnego Polskiej Rzeczypospolitej Ludowej w latach 1954–1972.
Gromady, z gromadzkimi radami narodowymi (GRN) jako organami władzy najniższego stopnia na wsi, funkcjonowały od reformy reorganizującej administrację wiejską przeprowadzonej jesienią 1954 do momentu ich zniesienia z dniem 1 stycznia 1973, tym samym wypierając organizację gminną w latach 1954–1972.
Gromadę Długie z siedzibą GRN w Długiem utworzono – jako jedną z 8759 gromad na obszarze Polski – w powiecie stargardzkim w woj. szczecińskim na mocy uchwały nr V/50/54 WRN w Szczecinie z dnia 5 października 1954. W skład jednostki weszły obszary dotychczasowych gromad Biała, Długie (bez miejscowości Starzyce i Miałka), Linówko, Lutkowo i Mosina ze zniesionej gminy Długie oraz obszar dotychczasowej gromady Kozy ze zniesionej gminy Bytowo w tymże powiecie. Dla gromady ustalono 16 członków gromadzkiej rady narodowej.
1 stycznia 1962 z gromady Długie wyłączono miejscowość Kozy, włączając ją do nowo utworzonej gromady Dobrzany w tymże powiecie; do gromady Długie włączono natomiast miejscowość Starzyce ze zniesionej gromady Kamienny Most w tymże powiecie.
Gromadę zniesiono 1 stycznia 1969, a jej obszar włączono do gromad: Dobrzany (miejscowości Biała, Lutkowo i Mosina), Ińsko (miejscowości Kozia Góra, Linówko i Powalice) i Chociwel (miejscowości Długie, Płątkowo i Starzyce) w tymże powiecie.